# Erioptera susurra
Erioptera susurra är en tvåvingeart som beskrevs av Alexander 1945. Erioptera susurra ingår i släktet Erioptera och familjen småharkrankar.
Artens utbredningsområde är Peru. Inga underarter finns listade i Catalogue of Life.